# Dostyk-Orden
| Dostyk-Orden |
| ------------ |
| Orden        |
| Bandschnalle |

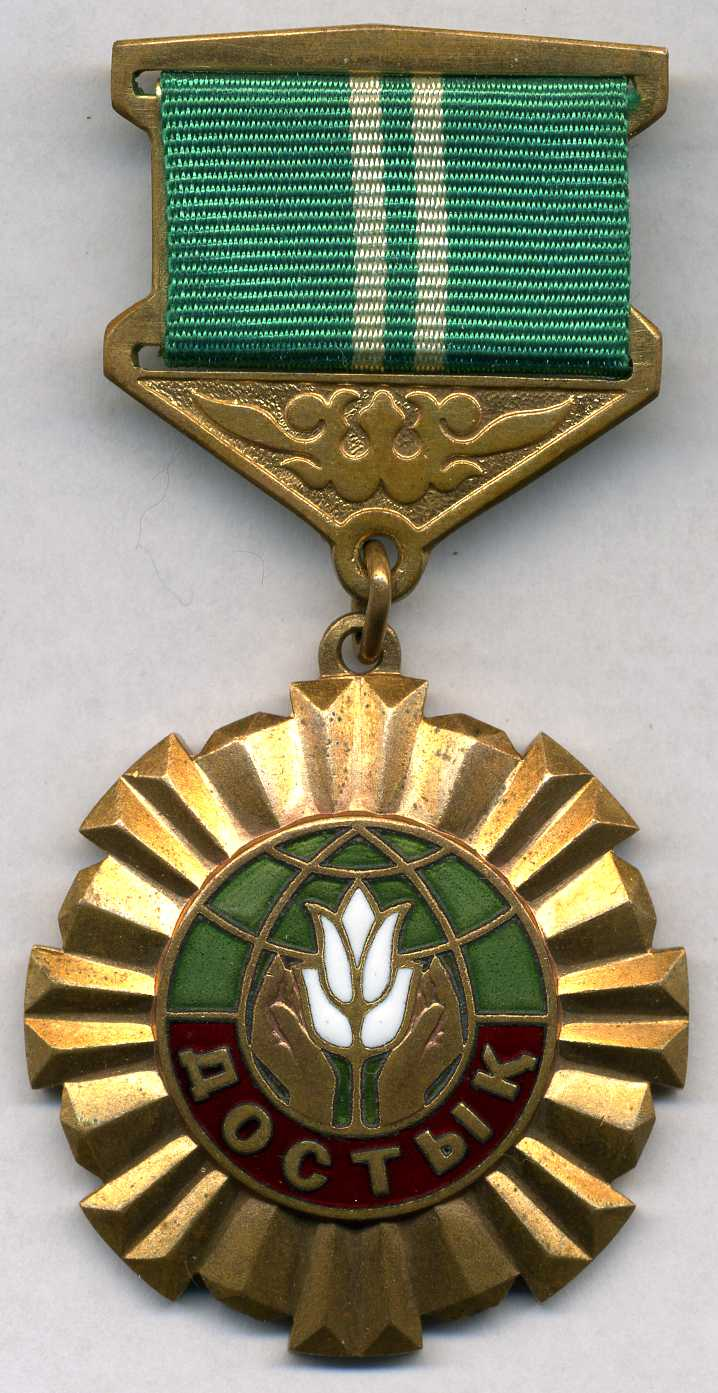
Dostyk-Orden, Klasse I

Der Dostyk-Orden (kasachisch: Достық ордені Dostik Ordeni; Von kasachisch Достық Freundschaft) ist eine staatliche Auszeichnung der Republik Kasachstan. Die Auszeichnung wurde am 12. Dezember 1995 durch das Gesetz der Republik Kasachstan Nr. 2676 gestiftet und wird sowohl an Bürger der Republik Kasachstan als auch an Ausländer verliehen.
Die Auszeichnung wird an Personen verliehen, welche Beiträge zur Förderung der Völkerverständigung, Freundschaft und Zusammenarbeit und des Friedens geleistet haben.

## Beschreibung des Ordens
Der Dostyk-Orden ist nach dem Gesetz der Republik Kasachstan N 462-1 in zwei Klassen unterteilt worden.
Klasse I
Der Dostyk-Orden stellt einen mehrstufigen aus länglichen dreieckigen Strahlen gebildeten Kreis dar. Auf dem matt-grünen Hintergrund zeigt der Orden in seiner Mitte eine angedeutete Weltkugel, auf der zwischen zwei Händen eine stilisierte weiße Blume zu sehen ist. Im unteren Teil des Ordens steht die Inschrift „Dostyk“ („Freundschaft“).

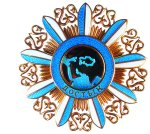
Dostyk–Orden,
Klasse II

Der Orden besteht aus vergoldetem Silber und hat einen Durchmesser von 48 mm. Er wird an der linken Brustseite angesteckt oder am Schulterband getragen. Das Band des Ordens ist grün mit zwei weißen Streifen in der Mitte.
Klasse II
Der Orden besteht aus vergoldetem Silber und stellt einen neunzackigen Stern dar, dessen Strahlen die Form eines Blütenblattes haben und mit weißer und blauer Emaille überzogen sind. Zwischen den Strahlen befinden sich nationale Ornamente, die Sonnenstrahlen symbolisieren. In der Mitte des Sterns befindet sich ein Medaillon mit einer goldenen Zeichnung einer geografischen Karte Zentralasiens, in deren Zentrum ein blaues Konturbild der Grenzen Kasachstans zu sehen ist. Das Medaillon wird von einem blauen Rand aus blauer Emaille umschlossen. Im unteren Teil des Ordens steht die Inschrift „Dostyk“(Druzhba Freundschaft).
Der Orden wird ebenso an der linken Brustseite getragen. Das Band des Ordens ist rot mit zwei gelben Streifen in der Mitte sowie einem blauen und einem grünen Rand.

## Träger des Ordens im deutschsprachigen Raum
- Hans-Dietrich Genscher (1927–2016), deutscher Politiker und Außenminister (15. Mai 2002) – für das große persönliche Engagement zur Festigung der freundschaftlichen Beziehungen zwischen Deutschland und Kasachstan[3]
- Gernot Erler (* 1944), deutscher Politiker (30. Januar 2007)  – für Engagement als Vorsitzender der „Deutsch-Kasachischen Gesellschaft“ und für seine Beiträge zur Verbesserung der deutsch-kasachischen Beziehungen[4]
- Christine Muttonen (* 1954), Politikerin der Sozialdemokratischen Partei Österreichs (23. Januar 2020)[5].
- Hans Zollmann (* 1949), Tierarzt (17. Dezember 2024) für das Engagement zur Erhaltung und Verbreitung des kasachischen Nationalgetränk Kumys[6].